# Lehôtka
Lehôtka es un municipio del distrito de Lučenec en la región de Banská Bystrica, Eslovaquia, con una población estimada a final del año 2024 de 359 habitantes.
Se encuentra ubicado en el centro-sur de la región, en el valle del río Ipoly —un afluente izquierdo del Danubio— y cerca de la frontera con Hungría.

## Demografía
| Año        | 1994 | 2004    | 2014     | 2024    |
| ---------- | ---- | ------- | -------- | ------- |
| Población  | 302  | 314     | 350      | 359     |
| Diferencia |      | +3,97 % | +11,46 % | +2,57 % |

| Año        | 2023 | 2024    |
| ---------- | ---- | ------- |
| Población  | 365  | 359     |
| Diferencia |      | −1,64 % |